# Jan Christiaan Heunis
Jan Christiaan "Chris" Heunis, född 20 april 1927 i Uniondale i Västra Kapprovinsen, död 27 januari 2006 i Somerset West i Västra Kapprovinsen, var en sydafrikansk politiker (nationalist), parlamentsledamot från 1970 och minister från 1974.
Heunis var advokat till yrket och var ekonomiminister 1975-1980, inrikesminister 1980-1982 och minister med särskilt ansvar för grundlagsändringar 1982-1989. Heunis var en av de drivande bakom att 1984 införa ett trikameralt system, vilket gav ett begränsat inflytande och ökat självstyre för Sydafrikas färgade och indiska befolkning - en av huvudpunkterna i Bothas program för reformer av apartheidsystemet - men inga ökade rättigheter för svarta sydafrikaner. 
Från 1986 var Heunis ordförande för Nationalistpartiet i Kapprovinsen. Sedan president Pieter Willem Botha, vars innersta krets han tillhörde, drabbats av en paralyserande stroke tjänade Heunis som tillförordnad president under 100 dagar våren 1989. Han hade väntats efterträda "den stora krokodilen" P.W. Botha men slogs i februaris partiledarval ut av utbildningsminister F.W. de Klerk, son till den tidigare toppolitikern Johannes de Klerk.
Heunis drog sig tillbaka från politiken 1989, och öppnade en advokatbyrå i Somerset West tillsammans med sin son.